# Brenes
Brenes és una localitat de la província de Sevilla, Andalusia, Espanya. L'any 2005 tenia 11.412 habitants. La seva extensió superficial és de 22 km² i té una densitat de 518,7 hab/km². Les seves coordenades geogràfiques són 37° 33′ N, 5° 52′ O. Està situada a una altitud de 18 metres i a 22 kilòmetres de la capital de la província, Sevilla.

## Demografia
| 1996   | 1998   | 1999   | 2000   | 2001   | 2002   | 2003   | 2004   | 2005   | 2006   |
| ------ | ------ | ------ | ------ | ------ | ------ | ------ | ------ | ------ | ------ |
| 10.623 | 10.509 | 10.597 | 10.666 | 10.720 | 10.781 | 10.929 | 11.156 | 11.412 | 11.820 |